# Artothek (München)

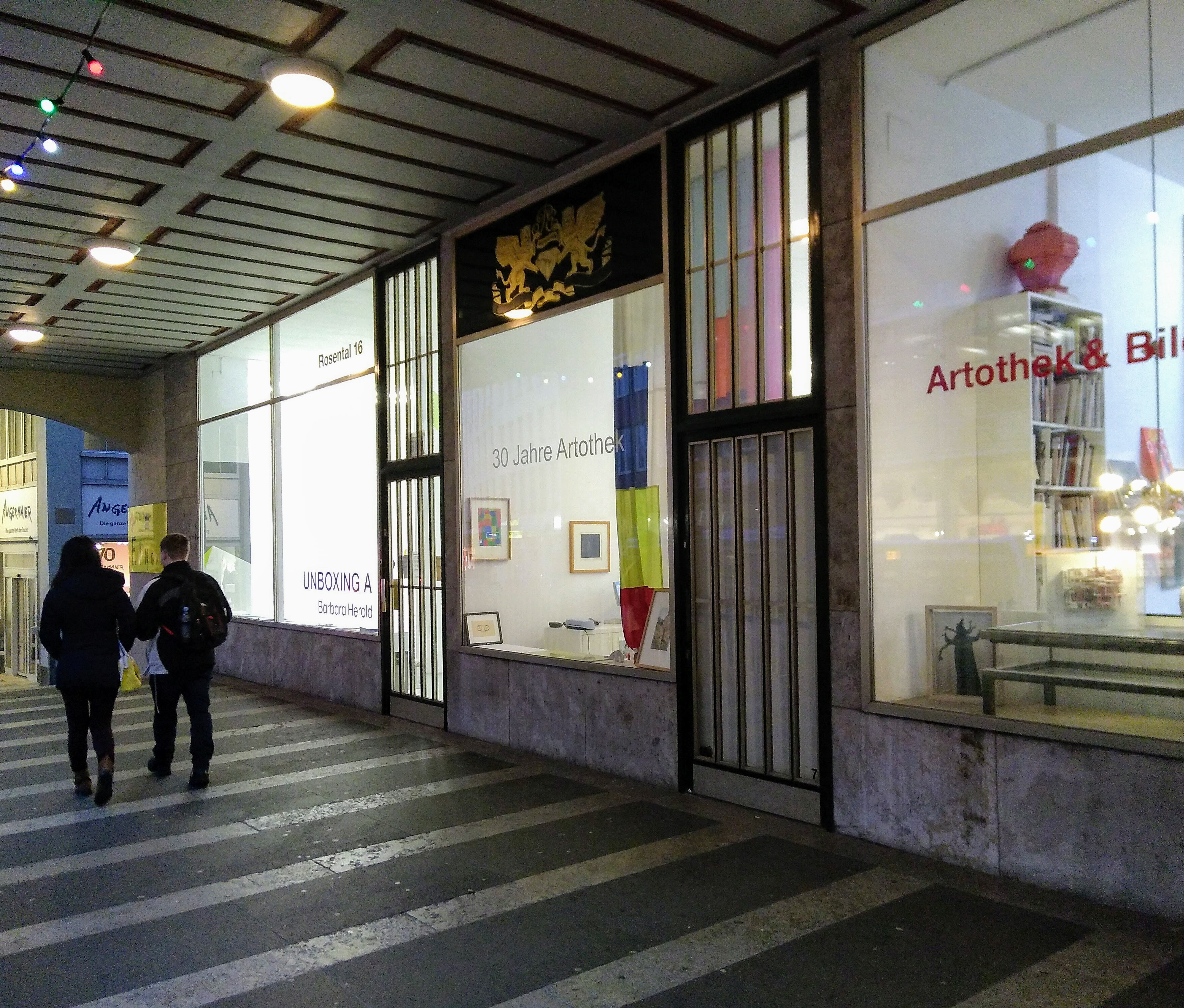
Eingangsbereich der Münchner Artothek (2019)

Die Münchner Artothek ist eine von etwa 150 Artotheken in Deutschland und wurde 1986 nach den Vorbildern der Artotheken Berlins und Kölns gegründet. Sie fungiert seither als städtische Galerie und Kunstverleih der Landeshauptstadt München und wird aus Mitteln des Münchner Kulturreferats finanziert. Die Sammlung der Münchner Artothek ist mit  über 2.000 Bildern, Fotografien und Skulpturen eine der umfangreichsten Deutschlands.

## Kunstverleih
Ausleihberechtigt sind sämtliche Bürger des Raums München, die sich in der Artothek nach dem Vorlegen ihres gültigen Personalausweises eine Leihkarte ausstellen lassen können. Mögliche Leihzeiten sind ein, zwei bzw. vier Monate. Die Leihgebühren enthalten die Versicherung der Bilder.

## Selbstverständnis
In der Münchner Artothek kann Kunst genauso ausgeliehen werden wie in einer Bibliothek Bücher. Diese Idee wurde in den zwanziger Jahren in Skandinavien und den Niederlanden geboren, um möglichst vielen Menschen – unabhängig von deren finanziellen Möglichkeiten – kulturelle Bildung über das Entleihen von Kunst zu ermöglichen.
Die Münchner Artothek fördert kulturelle Bildung sowie Künstler der Region München. Durch die große Bandbreite an künstlerischen Stilrichtungen und Ausdrucksformen fördert sie den Dialog über Kunst und Kultur und damit zugleich die Vielfalt von Meinungen und ein Klima der Offenheit. 

## Aufgaben

### Förderung kultureller Bildung
Die Förderung eines (jungen) Kunstpublikums ist ebenfalls eine zentrale Aufgabe der Artothek. Sie findet in der Form statt, dass sie durch die Möglichkeit des Entleihens von Kunstwerken, das Interesse an Kunst weckt und fördert. Die Offenheit für neue Kunst wächst, indem moderne Exponate mit nach Hause genommen werden können, um diese dort wirken zu lassen. Zugleich fördert der Austausch mit anderen (z. B. Besuch oder Freunde) über Kunst und Kultur die Offenheit für und die Auseinandersetzung über moderne Kunst. Entsteht bei einem Nutzer der Münchner Artothek der Wunsch, selbst ein Bild zu kaufen, ermöglicht die Münchner Artothek Atelierbesuche bei dem jeweiligen Künstler und ermutigt zum Kauf.

### Künstlerförderung
Die Münchner Artothek verfügt über einen jährlichen Etat, mit dem sie Kunstwerke ankauft. Eine Ankaufskommission entscheidet darüber, welche Kunstwerke erworben werden sollen. Sie besteht neben einigen Stadträten überwiegend aus Künstlerpersönlichkeiten Münchens. Im Mittelpunkt der Förderung stehen junge Absolventen der Münchner Kunstakademie, aber auch arrivierte Künstler der Region München, die nicht selten auch international bekannt sind. Mittlerweile verfügt die Münchner Artothek über eine umfangreiche Kunstsammlung mit über 2.000 Werken verschiedenster Strömungen. 

### Städtische Galerie
Die Auseinandersetzung mit Kunst und das Gespräch über Kunst werden auch im Rahmen eines abwechslungsreichen Galerieprogramms gefördert. In Anlehnung an die Idee der Unterstützung der regionalen Kunstszene, wird in der Artothek als städtische Galerie überwiegend Kunst aus dem Raum München präsentiert. 
Die Offenheit für alle Stilrichtungen spiegelt sich auch in den Ausstellungen wider: Mit Einzelausstellungen bzw. Themenausstellungen mit mehreren Künstlern werden die Räume der Artothek bespielt, wobei oft Bilder der Ausstellung später für die Sammlung erworben werden. 
Seit einiger Zeit werden Themenausstellungen mit Lesungen verbunden, um Bildende Kunst und Literatur in einen Dialog treten zu lassen. Damit fördert die Münchner Artothek einerseits den Austausch zwischen Bildhauern, Fotografen, Malern und Schriftstellern wie auch zwischen verschiedenen Publikumsgruppen, die normalerweise mehr an Kunst bzw. mehr an Literatur interessiert sind.